# Ассоциативность (математика)

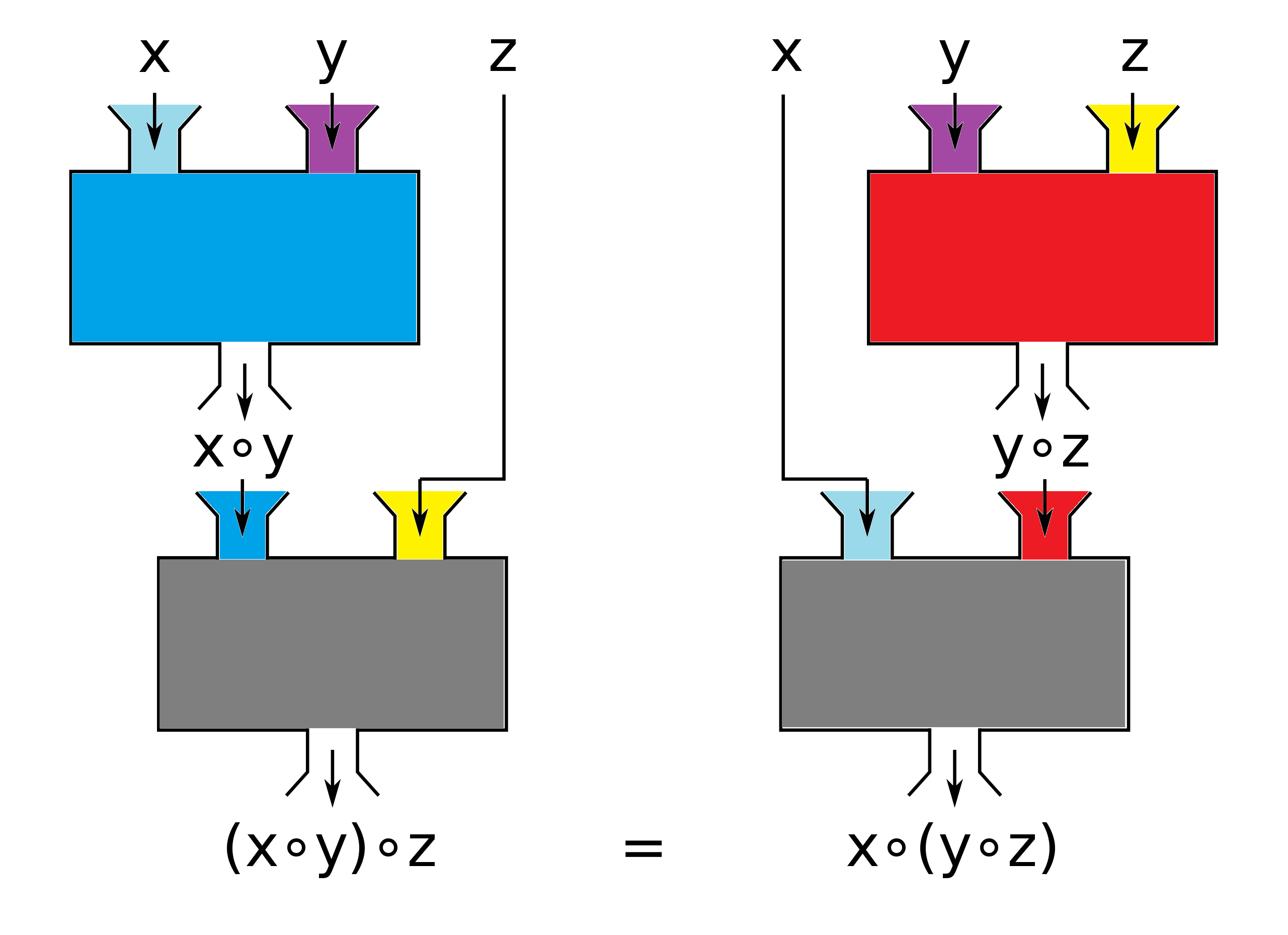
Визуализация ассоциативности

Ассоциати́вность (сочетательность) — свойство бинарной операции {\displaystyle \circ }, заключающееся в возможности осуществлять последовательное применение формулы {\displaystyle (x\circ y)\circ z=x\circ (y\circ z)}
в произвольном порядке к элементам {\displaystyle x,\;y,\;z}.
Термин ввёл Уильям Гамильтон в 1853 году.
Поскольку для ассоциативных операций результат выражения {\displaystyle x_{1}\circ x_{2}\circ \ldots \circ x_{n}} не зависит от порядка применения, скобки при записи опускаются.
Для неассоциативной операции выражение
{\displaystyle x_{1}\circ x_{2}\circ \ldots \circ x_{n}} при {\displaystyle n>2}
не определено без дополнительных соглашений о порядке применения.
Примеры ассоциативных операций:
- сложение комплексных чисел: {\displaystyle (a+b)+c=a+(b+c)}
- умножение комплексных чисел: {\displaystyle (a\cdot b)\cdot c=a\cdot (b\cdot c)}
- композиция функций: {\displaystyle (H\circ G)\circ F=H\circ (G\circ F)}

Примером неассоциативной операции является возведение в степень — результат выражения {\displaystyle a^{b^{c}}} напрямую зависит от расстановки скобок, в общем случае {\displaystyle a^{(b^{c})}\neq (a^{b})^{c}}.
Не всякая коммутативная операция ассоциативна (существуют коммутативные магмы с неассоциативной операцией).
Ассоциативность играет важную роль в общей алгебре: в большинстве рассматриваемых структур бинарные операции ассоциативны (группы, кольца, поля, полурешётки и решётки). Теория полугрупп фактически исследует феномен ассоциативности общеалгебраическими методами. При этом особо рассматриваются и неассоциативные системы, а именно: квазигруппы, лупы, неассоциативные кольца, неассоциативные алгебры. Их изучение осложнено тем, что многие свойства ассоциативных систем для них не имеют места. Иногда проблемы переносимости свойств на неассоциативные структуры оказываются нетрививиальными (например, открыт вопрос о выполнении теоремы Лагранжа для конечных луп).
В информатике ассоциативность считается полезным свойством, в частности, позволяющим задействовать параллелизм для последовательных применений операции. В то же время многие практические операции (сложение и умножение при работе с числами с плавающей запятой) оказываются неассоциативными.
Свойство естественным образом обобщается на {\displaystyle n}-арный случай: операция {\displaystyle \varphi \colon X^{n}\to X} называется ассоциативной, если для всех {\displaystyle i=1,\dots ,n} имеет место тождество:
{\displaystyle \varphi (\varphi (x_{1},\dots ,x_{n}),x_{n+1},\dots ,x_{2n-1})=\varphi (x_{1},\dots ,x_{i},\varphi (x_{i+1},x_{i+2},\dots ,x_{i+n}),x_{i+n+1},\dots ,x_{2n-1})}.
Ослабленные варианты свойства ассоциативности — степенная ассоциативность, альтернативность, эластичность — в них изменение очерёдности последовательного применения возможно только для ограниченного набора случаев.